# Pararge ominata
Pararge ominata är en fjärilsart som beskrevs av Krulikovski 1903. Pararge ominata ingår i släktet Pararge och familjen praktfjärilar. Inga underarter finns listade i Catalogue of Life.